# Condado de Gray (Kansas)
El condado de Gray (en inglés: Gray County) es un condado en el estado estadounidense de Kansas. En el censo de 2000 el condado tenía una población de 5.904 habitantes. La sede de condado es Cimarron. El condado fue fundado el 13 de marzo de 1881 y fue nombrado en honor a Alfred Gray, un político de Kansas.

## Geografía
Según la Oficina del Censo, el condado tiene un área total de 2.252 km² (869 sq mi), de la cual 2.251 km² (868,4 sq mi) es tierra y 1 km² (0,6 sq mi) (0,05%) es agua.

### Condados adyacentes
- Condado de Finney (norte)
- Condado de Hodgeman (noreste)
- Condado de Ford (este)
- Condado de Meade (sur)
- Condado de Haskell (oeste)

## Demografía
En el  censo de 2000, hubo 5.904 personas, 2.045 hogares y 1.556 familias residiendo en el condado. La densidad poblacional era de 7 personas por milla cuadrada (3/km²). En el 2000 había 2.181 unidades habitacionales en una densidad de 2 por milla cuadrada (1/km²). La demografía del condado era de 92,31% blancos, 0,19% afroamericanos, 0,46% amerindios, 0,10% asiáticos, 0,07% isleños del Pacífico, 5,42% de otras razas y 1,46% de dos o más razas. 9,81% de la población era de origen hispano o latino de cualquier raza. 
La renta promedio para un hogar del condado era de $40.000 y el ingreso promedio para una familia era de $45.299. En 2000 los hombres tenían un ingreso medio de $31.519 versus $21.563 para las mujeres. La renta per cápita para el condado era de $18.632 y el 9,10% de la población estaba bajo el umbral de pobreza nacional.

## Ciudades y pueblos
- Cimarron
- Copeland
- Ensign
- Ingalls
- Montezuma